# IC 621
IC 621 је елиптична галаксија у сазвјежђу Секстант која се налази на листи објеката дубоког неба у Индекс каталогу.
Деклинација објекта је + 2° 37' 0" а ректасцензија 10h 33m 21,0s. Привидна величина (магнитуда) објекта IC 621 износи 13,7 а фотографска магнитуда 14,7. IC 621 је још познат и под ознакама CGCG 37-74, NPM1G +02.0248, PGC 31196.